# Haustorium

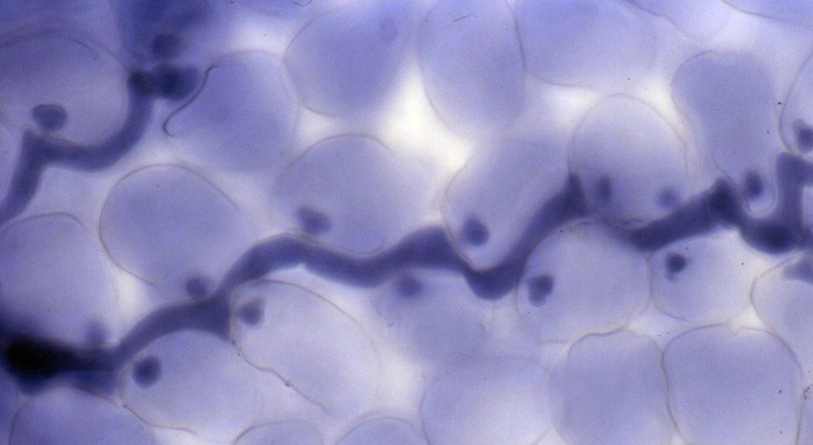
Schimmeldraad met haustoriën van de meeldauwschimmel Hyaloperonospora parasitica

Een haustorium (meervoud: haustoriën) is een zuigorgaan, waarmee voedingsstoffen worden opgenomen. Ze komen voor bij obligaat heterotrofe schimmels, zoals bij meeldauw en bij parasitaire planten, zoals groot warkruid en soorten van de Bremraapfamilie. Een haustorium dringt het weefsel van de plant binnen, maar gaat niet door het celmembraan heen.
Een haustorium kan eenvoudig van vorm zijn tot meer complex, zoals handvormig. Hierdoor kan een groot deel van de waardplantcel door het handvormige haustorium omgeven worden.
Haustoriën komen voor aan intercellulaire schimmeldraden, appressoria of externe schimmeldraden. De schimmeldraad vernauwt zich op de plek waar het door de celmembraan gaat. In de cel zet de schimmeldraad weer uit. Een verdikte, elektronendichte kraag wordt op de plaats van binnendringing van de celmembraan gevormd. De celwanden van de plant en de parasiet zijn op de plaats van binnendringing gereduceerd en normaal aanwezige insluitsels in de plasmamembraan ontbreken, terwijl de buitenste laag meer polysachariden bevat.
Primaire haustoriën worden door de kiemplanten van parasitaire planten gevormd.

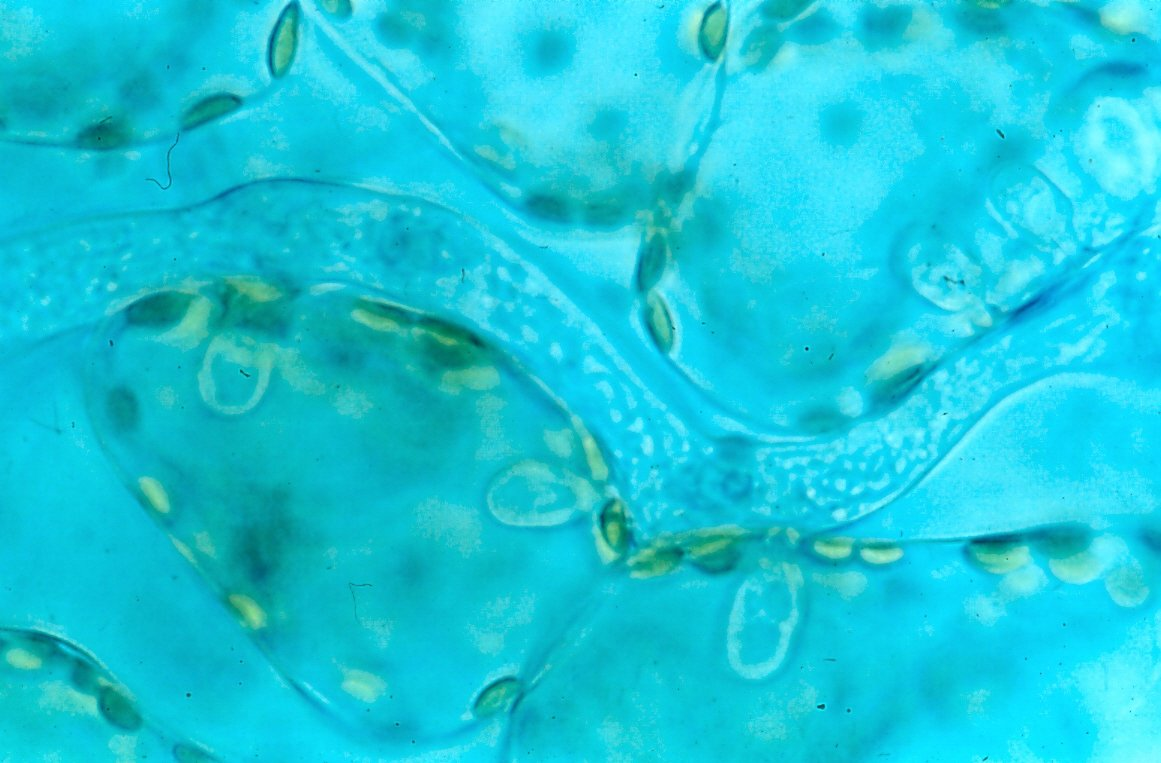
Haustoria van de valse meeldauw Bremia lactucae
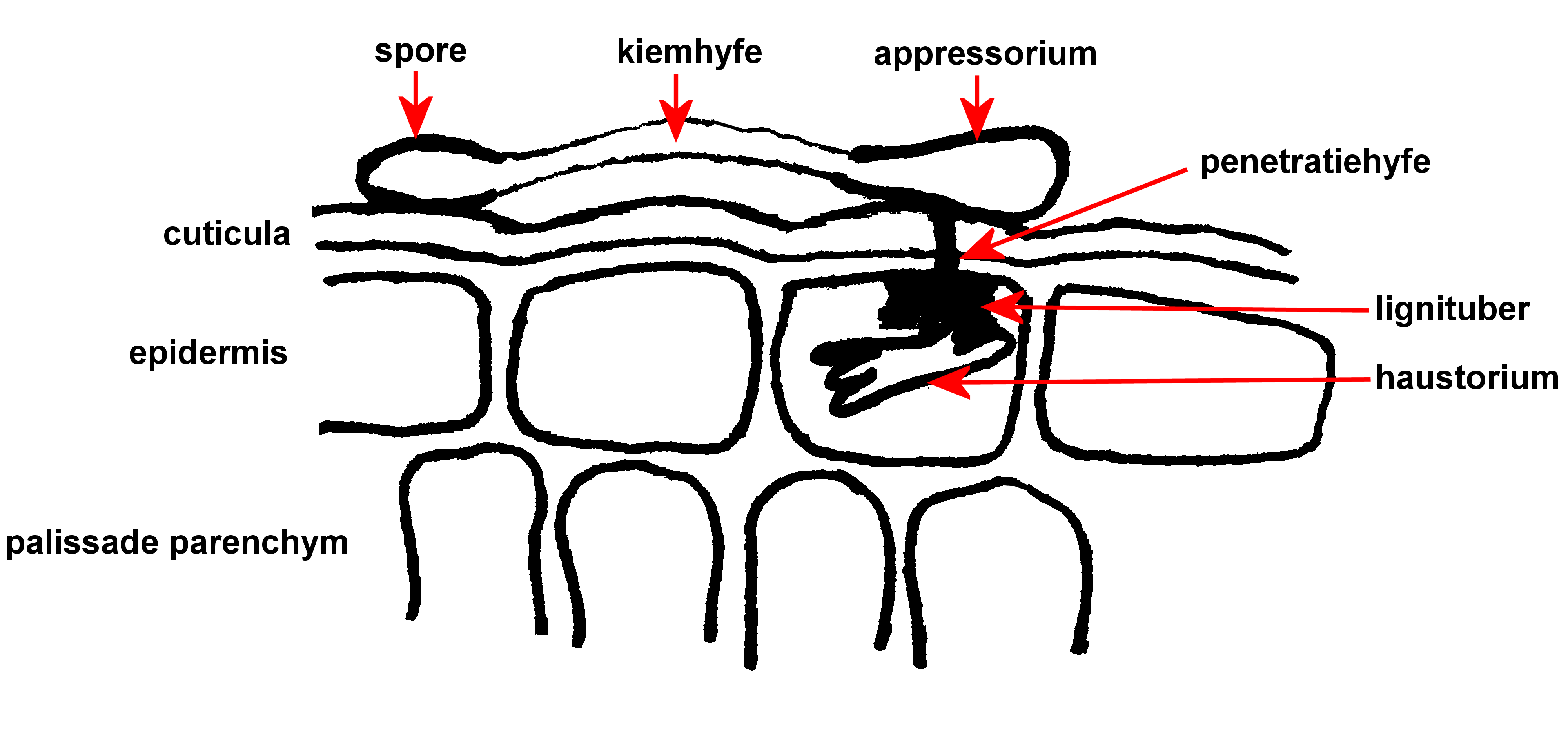
Appressorium met haustorium
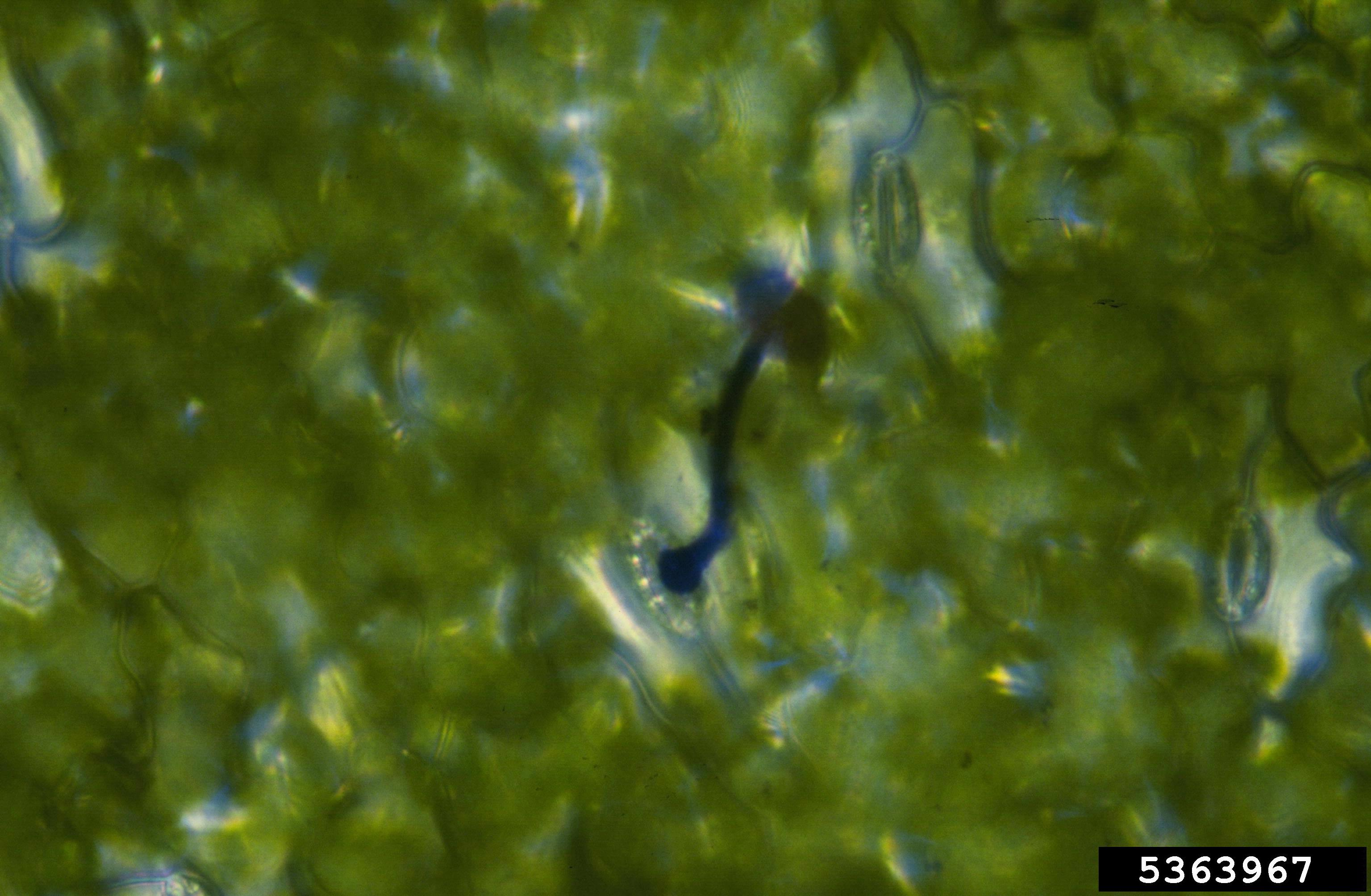
Haustorium van roest op sperzieboon
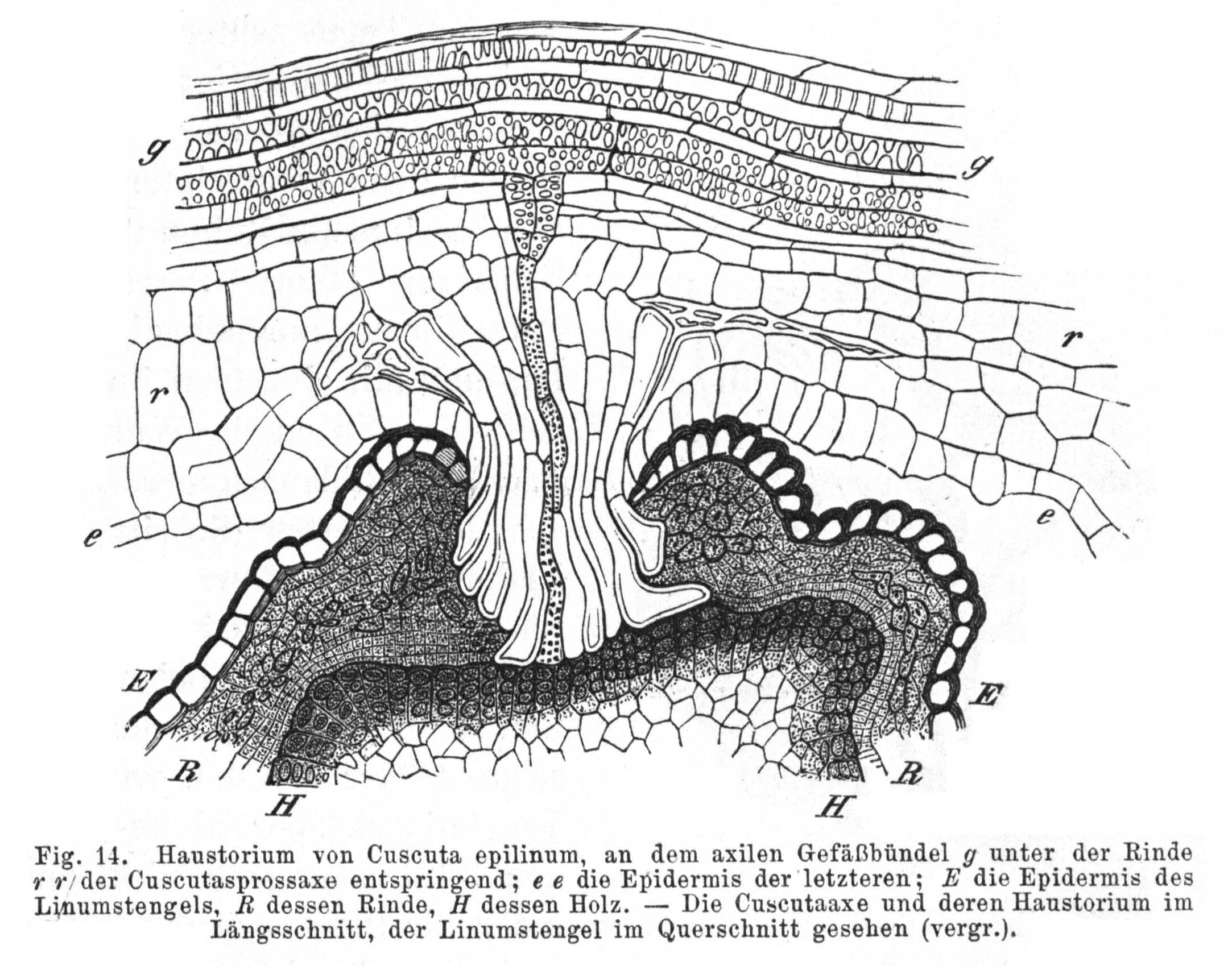
Haustorium van vlaswarkruid op vlas